# Melinda Gates
Melinda French Gates est une femme d'affaires et philanthrope américaine, née le 15 août 1964 à Dallas (Texas), aux États-Unis. 
Elle fait carrière au sein de Microsoft et épouse Bill Gates, le directeur général de l'entreprise, en 1994. Elle copréside avec son mari la fondation Bill-et-Melinda-Gates. En 2005, les époux Gates sont nommés « personnalité de l'année » par le magazine Time. Le couple annonce sur les réseaux sociaux leur divorce le 3 mai 2021 après 27 ans de mariage.
Elle devient milliardaire en mai 2021 à la suite de la donation via la holding Cascade Investment de près de 2,4 milliards de dollars en actions par son ex-mari,.

## Biographie

### Jeunesse et formation
Melinda Ann French naît dans une famille de la classe moyenne. Son père, ingénieur dans l'industrie aérospatiale, et sa mère, femme au foyer, ont trois autres enfants. Elle est scolarisée dans des établissements catholiques, l'école St. Monica puis l'académie Ursuline de Dallas, où elle découvre l'informatique,. Elle apprend le BASIC et aide les autres enfants à maîtriser ce langage de programmation. Bonne élève, elle sort de l'académie major de sa promotion en 1982. En cinq ans, elle obtient un bachelor avec double spécialisation en informatique et en sciences économiques de l'université Duke, puis une maîtrise en administration des affaires (MBA) de la Fuqua School of Business de l'université Duke,.

### Carrière chez Microsoft
Après avoir effectué un stage d'été chez IBM, Melinda French entre chez Microsoft en 1987 comme responsable marketing. Peu après, elle fait la connaissance de Bill Gates, le CEO de l'entreprise. Malgré leur relation, elle décide de ne jamais faire appel à lui dans son travail. French atteint en neuf ans le poste de directrice générale dans la division responsable des produits multimédia, qui développe notamment l'encyclopédie numérique Encarta et le logiciel Microsoft Bob,. Son mariage avec Bill Gates est célébré en 1994 et elle quitte l'entreprise en 1996 pour se consacrer à sa famille,.

### Fondation Bill-et-Melinda-Gates

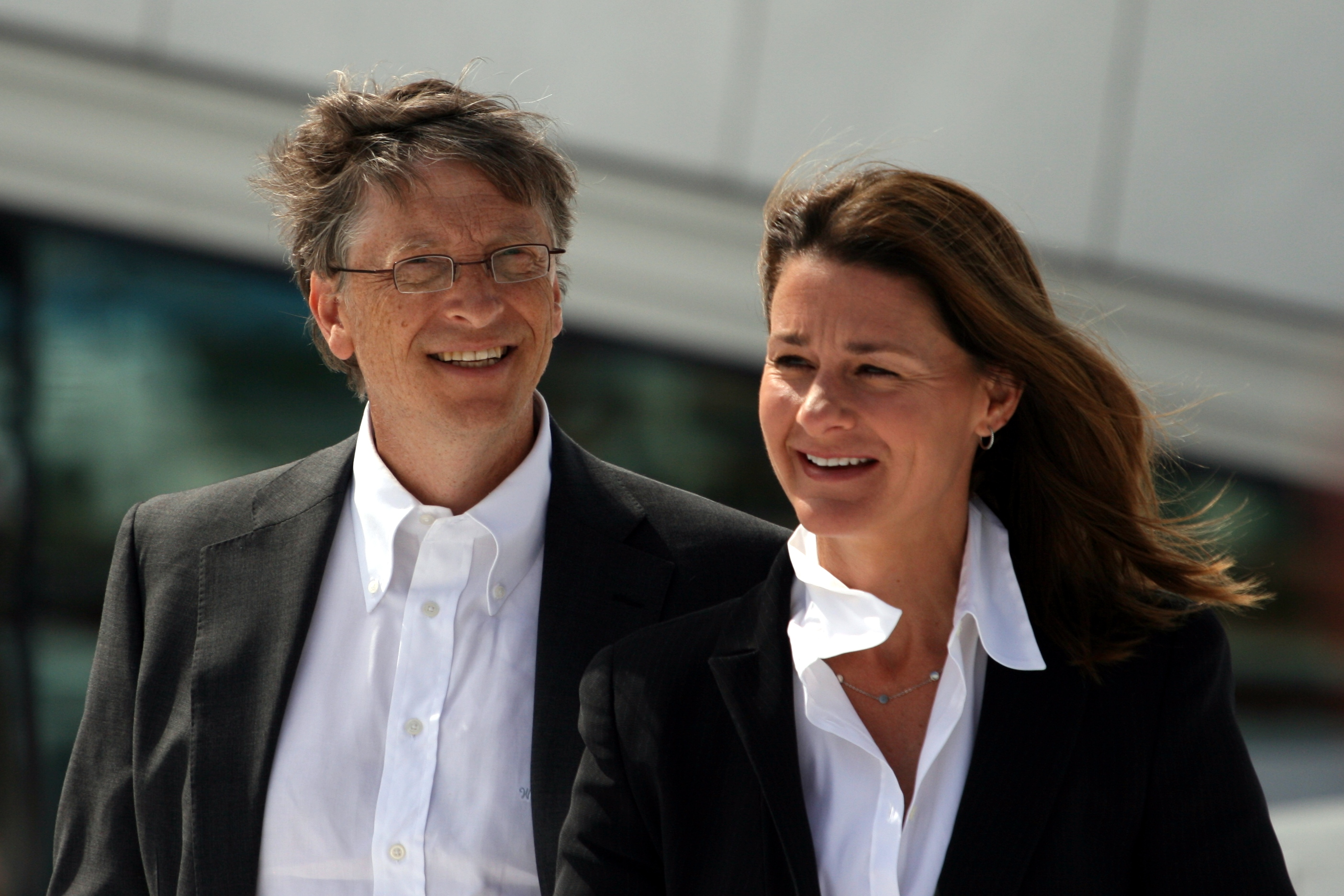
Bill et Melinda Gates en 2009.

Avant leur mariage, le couple est encouragé à poursuivre des activités philanthropiques par Mary Gates, la mère de Bill. En 1999, ils fusionnent plusieurs fondations pour créer la fondation Bill-et-Melinda-Gates et effectuent des dons afin de la financer. Ses actifs s'élèvent alors à 17 milliards de dollars. Melinda French Gates intervient autant que son mari dans les choix stratégiques de la fondation. Bill et Melinda Gates se sont engagés à donner 90 % de leur fortune à des œuvres caritatives.
Pour la fondation, Melinda French Gates effectue plusieurs voyages par an dans des pays d'Afrique et d'Asie. Après être restée dans l'ombre de son mari, elle endosse au fil des années un rôle de figure publique,. Catholique pratiquante, Melinda Gates défend néanmoins la contraception. En 2012, elle lance une initiative, qui lui tient particulièrement à cœur, afin de fournir des moyens de contraception à 120 millions de femmes dans le monde,.

### Autres activités
De 1996 à 2003, Melinda French Gates fait partie des administrateurs (Trustees) de l'université Duke. Entre 2004 et 2010, elle siège au conseil d'administration de The Washington Post Company, qui détient le quotidien The Washington Post.

## Distinctions
En 2005, Melinda French Gates et son mari, ainsi que le chanteur Bono, sont nommés « personnalité de l’année » (Person of the Year) par le magazine Time pour leur contribution dans la lutte contre la malaria, le sida et la pauvreté dans le monde. Depuis les années 2000, Melinda Gates figure régulièrement dans les classements de femmes influentes établis par la presse, comme la liste 50 Women to Watch du quotidien The Wall Street Journal et la liste des femmes les plus puissantes du monde selon le magazine Forbes.
En 2014, Melinda French Gates est nommée dame commandeur de l'ordre de l'Empire britannique (DBE) « en reconnaissance de son travail philanthropique ». N'étant pas de nationalité britannique, elle est décorée à titre honorifique.
En 2009, l'université de Cambridge décerne à Bill et Melinda Gates un doctorat honoris causa. 
Les deux époux reçoivent le prix Fulbright pour la compréhension internationale en 2010. En 2014, les membres de l'ONG Chatham House remettent à Melinda French Gates le prix Chatham House.
Le 22 novembre 2016, Barack Obama lui décerne à elle et son mari la médaille présidentielle de la Liberté.
Le 21 avril 2017, François Hollande décerne à Melinda French Gates et à son mari la Légion d'honneur, au grade de commandeur.

## Vie privée
Jusqu'à leur mariage, Bill et Melinda Gates tentent de garder le caractère privé de leur relation. Elle est à peine mentionnée dans la biographie de Bill Gates publiée par Stephen Manes en 1993. Leur mariage a lieu le 1er janvier 1994 à Hawaï. Le couple a trois enfants, nés en 1996, 1999 et 2002. Leur maison, située au bord du lac Washington près de Seattle, est évaluée à 125 millions de dollars,.
Par loisir, Melinda French Gates pratique le jogging et fait du canoë-kayak. Elle a couru le marathon de Seattle et escaladé le mont Rainier,.
Le 3 mai 2021, Bill et Melinda Gates annoncent leur divorce sur les réseaux sociaux, après 27 ans de mariage,, la procédure de divorce ayant démarré un an et demi plus tôt, en octobre 2019.

## Ouvrage
- Prendre son envol, Michel Lafon, 2019